# Франклін (округ, Джорджія)
Шаблон:StateAbbr_ 34°22′ пн. ш. 83°14′ зх. д. / 34.37° пн. ш. 83.23° зх. д.
Округ  Франклін (англ. Franklin County) — округ (графство) у штаті  Джорджія, США. Ідентифікатор округу 13119.

## Історія
Округ утворений 1784 року.

## Демографія
За даними перепису 
2000 року 
загальне населення округу становило 20285 осіб, зокрема міського населення було 2169, а сільського — 18116.
Серед мешканців округу чоловіків було 9834, а жінок — 10451. В окрузі було 7888 домогосподарств, 5696 родин, які мешкали в 9303 будинках.
Середній розмір родини становив 2,96.
Віковий розподіл населення поданий у таблиці:
| Стать    | До 15 років | 15-21 | 22-29 | 30-39 | 40-49 | 50-65 | 65-85 | Понад 85 |
| -------- | ----------- | ----- | ----- | ----- | ----- | ----- | ----- | -------- |
| Чоловіки | 2090        | 989   | 963   | 1436  | 1392  | 1720  | 1161  | 83       |
| Жінки    | 1953        | 1047  | 988   | 1382  | 1412  | 1805  | 1602  | 262      |

## Суміжні округи
- Стівенс — північ
- Оконі, Південна Кароліна — північний схід
- Гарт — схід
- Елберт — південний схід
- Медісон — південь
- Бенкс — захід

## Виноски
1. ↑  U.S. Decennial Census. United States Census Bureau. Архів оригіналу за 26 квітня 2015. Процитовано 22 червня 2014.
2. ↑  Historical Census Browser. University of Virginia Library. Архів оригіналу за 11 серпня 2012. Процитовано 22 червня 2014.
3. ↑  Population of Counties by Decennial Census: 1900 to 1990. United States Census Bureau. Процитовано 22 червня 2014.
4. ↑  Census 2000 PHC-T-4. Ranking Tables for Counties: 1990 and 2000 (PDF). United States Census Bureau. Процитовано 22 червня 2014.
5. ↑  State & County QuickFacts. United States Census Bureau. Архів оригіналу за 7 червня 2011. Процитовано 15 лютого 2014. [Архівовано 2011-06-07 у Wayback Machine.](англ.) Наведено за англійською вікіпедією.
6. ↑  American FactFinder. Бюро перепису населення США. Архів оригіналу за 26 лютого 2012. Процитовано 31 січня 2008. [Архівовано 2008-05-21 у Wayback Machine.]

| США | Це незавершена стаття з географії США. Ви можете допомогти проєкту, виправивши або дописавши її. |